# Congregazione d'Austria

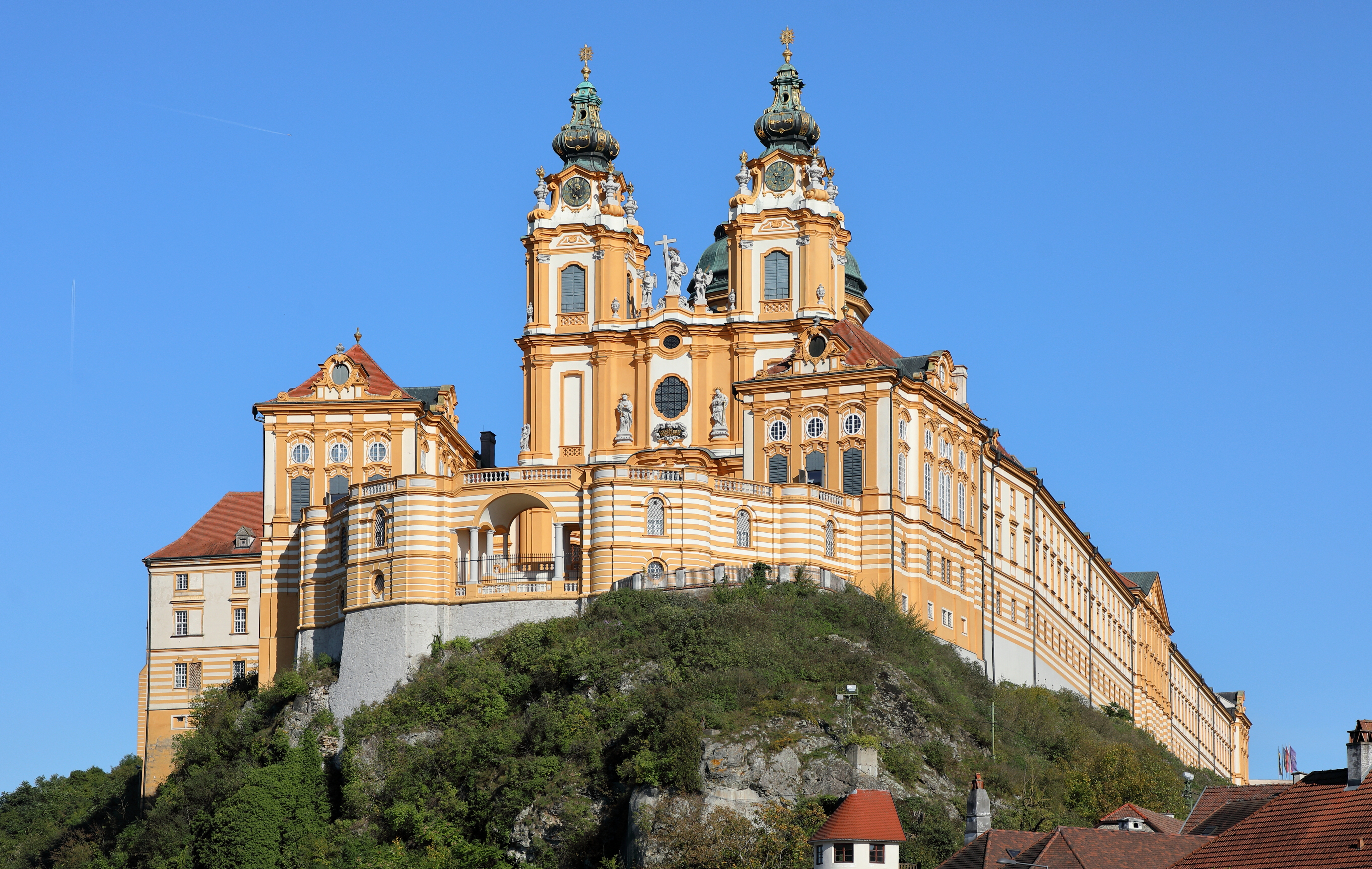
Veduta dell'abbazia di Melk, una delle principali della congregazione

La Congregazione d'Austria (in latino Congregatio Austriaca ab Immaculata Conceptione) è una delle congregazioni monastiche di diritto pontificio che costituiscono l'Ordine di San Benedetto.

## Storia
Secondo le indicazioni del concilio di Trento, i monasteri benedettini dell'arciducato d'Austria (Melk, Göttweig, Kremsmünster, Lambach, Schottenstift a Vienna, Garsten, Altenburg, Mondsee, Seitenstetten, Gleink, Kleinmariazell) si federarono in una congregazione facente capo all'abbazia di Melk, eretta da papa Urbano VIII con breve del 1625.
I monasteri del Principato arcivescovile di Salisburgo costituirono una diversa congregazione, fondata nel 1641.
Le soppressioni e le secolarizzazioni susseguitesi a partire dal regno dell'imperatore Giuseppe II causarono la  scomparsa di molti cenobi benedettini dall'Austria.
Nel 1889 papa Leone XIII fondò in Austria due congregazioni: quella di San Giuseppe, che riuniva sei abbazie e un priorato, e quella dell'Immacolata Concezione, che comprendeva dieci abbazie.
La sconfitta dell'Austria-Ungheria nella prima guerra mondiale causò lo smembramento del territorio dell'impero e alcune abbazie si trovarono al di fuori del territorio austriaco. I monasteri che rimasero in Austria (tredici abbazie e un priorato) nel 1930 vennero riuniti in un'unica congregazione sotto il titolo dell'Immacolata Concezione.

## Statistiche
Alla fine del 2008 la congregazione contava 14 tra abbazie e priorati e 330 tra novizi e monaci professi, 245 dei quali sacerdoti.